# Janneke van der Veer
Janneke van der Veer (Tolbert, 1953) is een Nederlands schrijfster. Zij is deskundige op het gebied van (jeugd)boeken en studeerde Cultuurwetenschappen aan de Open Universiteit. Deze studie rondde zij in 2005 af met een doctoraalscriptie over de kinderpoëzie van Han G. Hoekstra (1906-1988). In 2018 promoveerde zij op een onderzoek naar het leven en werk van de schrijfster Diet Kramer, wat resulteerde in de biografie ‘Onrustig is ons hart’: Leven en schrijverschap van Diet Kramer (1907-1965) (Schalkhaar, 2018). Van haar hand verschenen verder onder meer Van Arendsoog en Joop ter Heul: Oude kinderboeken over bakvissen, Hollandsche jongens, cowboys, kabouters en detectives (2007) en (samen met Joke Linders) de biografie Han G. Hoekstra (1906-1988) (2011). Van 1993 tot 2013 was ze hoofdredacteur van Boekenpost. Als freelance publicist schrijft ze over bekende en minder bekende (jeugdboeken)auteurs, boekgeschiedenis, margedrukwerk en volkscultuur. Zij is voorzitter van de Stichting Geschiedenis Kinder- en Jeugdliteratuur en is jurylid van verschillende prijzen op het gebied van boeken. Van der Veer ontving in 2006 van de Stichting Geschiedenis Kinder- en Jeugdliteratuur de Hieronymus van Alphen Prijs.
Janneke van der Veer is gehuwd met de margedrukker van De Eierland Pers, Peter Duijff (1953).